# Estación del Arte
Estación del Arte (daw. Atocha) – stacja metra w Madrycie, na linii 1, położona pod Plaza de Emperador Carlos V. Znajduje się na granicy dzielnic Centro i Retiro, zlokalizowana jest pomiędzy stacjami Antón Martín a Atocha. Wraz ze stacją Banco de España obsługuje ruch pasażerski w strefie Paseo del Prado.

## Historia
Stacja została otwarta 26 grudnia 1921 roku, co czyni ją jedną z najstarszych stacji metra w Madrycie. Pierwotna nazwa stacji brzmiała Atocha. W dniu 3 lipca 2016 roku stacja została zamknięta w związku ze znaczną przebudową linii 1 metra. Stację otwarto ponownie 12 listopada 2016 r.
Dnia 1 grudnia 2018 roku podjęto decyzję o zmianie nazwy stacji Atocha na Estación del Arte. Decyzja podyktowana była zbieżnością nazwy stacji Atocha z sąsiednią, Atocha-Renfe, co mogło wprowadzać w błąd podróżujących. Nazwa stacji Atocha-Renfe pozostała bez zmian (stacja znajduje się przy dworcu kolejowym obsługiwanym przez Renfe). Nazwa stacji Atocha została zmieniona na Estación del Arte, co ma nawiązywać do jej położenia w sąsiedztwie Triangulo del Arte, Trójkąta Sztuki, na który w Madrycie składają się muzea: Muzeum Królowej Zofii, Muzeum Thyssen-Bornemisza oraz Muzeum Prado. Blisko stacji znajdują się także inne niewielkie muzea, na przykład Narodowe Muzeum Antropologiczne.

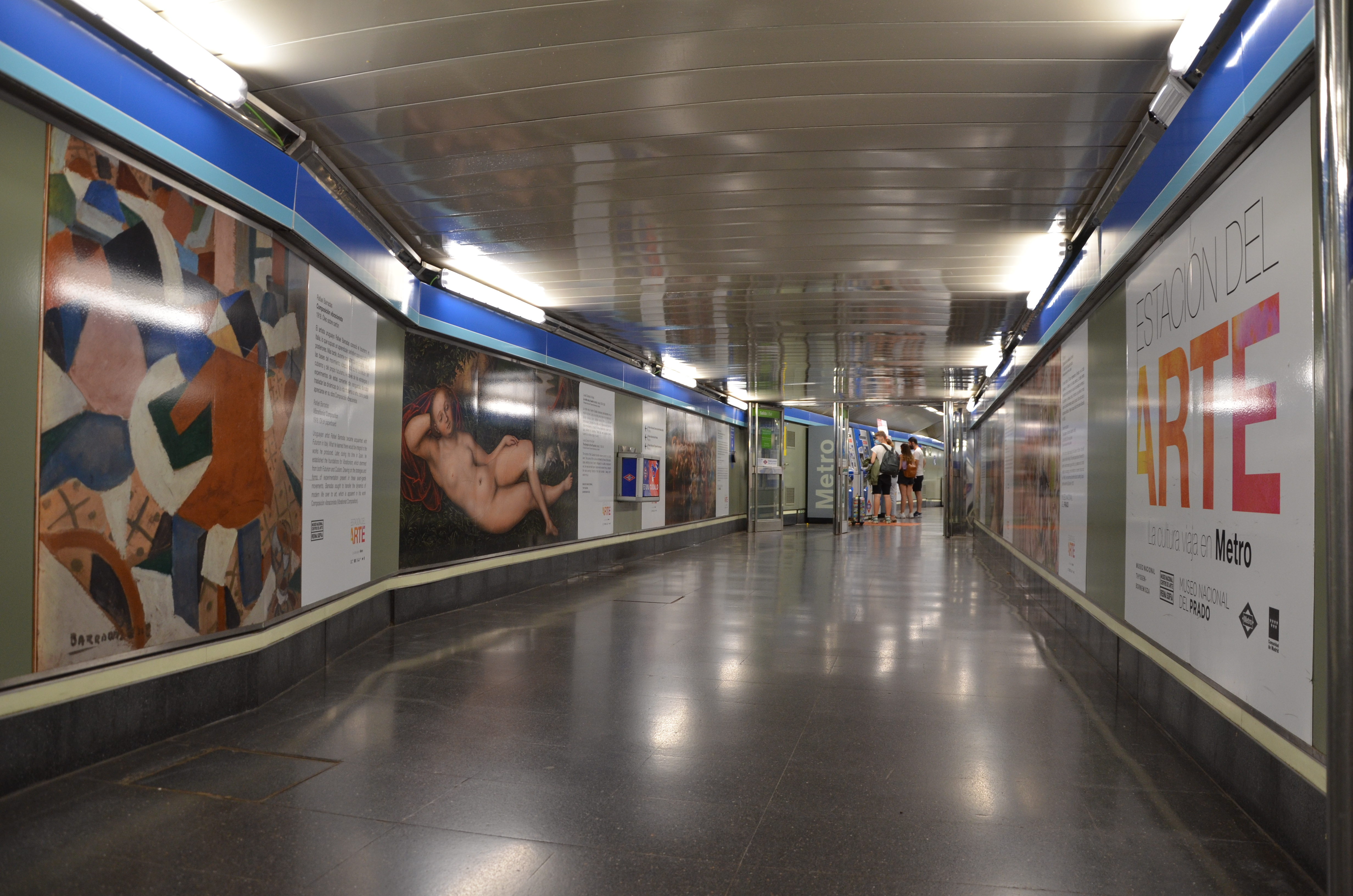
Wejście do strefy biletowej (poziom -1), stan na lipiec 2021

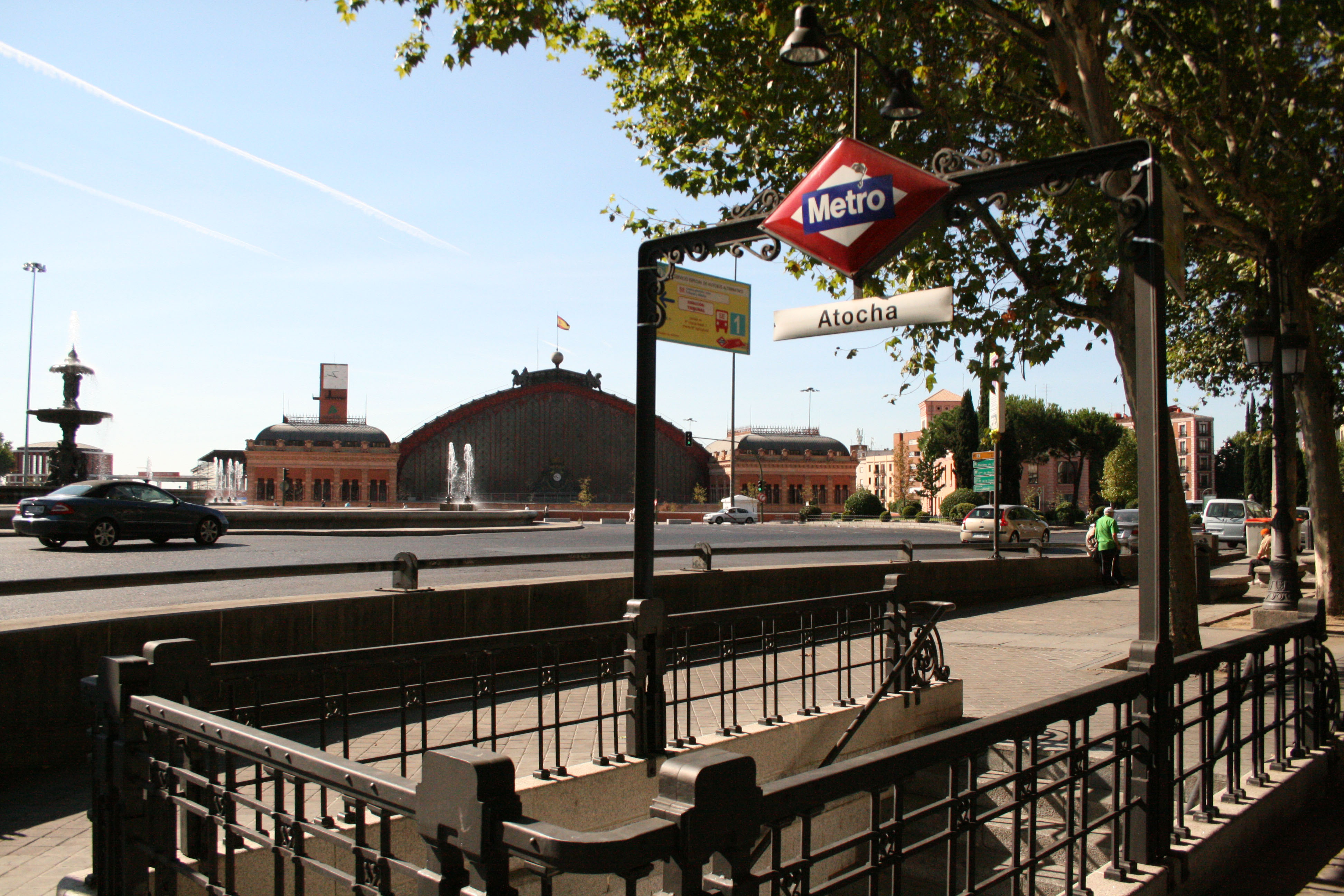
Wejście na zbiegu Plaza del Emperador Carlos V i Calle de Atocha. Tablica informacyjna zawiera oryginalną nazwę stacji, Atocha.